# Elecciones municipales de 2011 en Cantabria

Partidos políticos más votados en las elecciones municipales de 2011 en Cantabria.

Las elecciones municipales de 2011 en Cantabria se celebraron el 22 de mayo, junto con las del Parlamento de Cantabria. En la mayor parte de los municipios cántabros se impuso el Partido Popular de Cantabria (PP de Cantabria), incluida la capital, donde dicha formación política consiguió el 56,24 % de los votos, que le dieron la mayoría absoluta con 18 concejales (2 más que en 2007). El Partido Socialista de Cantabria (PSC-PSOE) fue el segundo partido más votado de Cantabria, pero el tercero en número de concejales; por su parte, el Partido Regionalista de Cantabria (PRC) se quedó a menos de 200 votos de diferencia con el PSC-PSOE y fue el segundo partido con más representación en los ayuntamientos de la región.

## Resultados electorales

### Resultados globales
| ← Elecciones municipales de 2011 en Cantabria → |         |           |            |            |
| Partido                                         | Votos   | Variación | Porcentaje | Concejales |
| Participación                                   | 346 383 | 863       | 73,14 %    | -          |
| Voto en blanco                                  | 8602    | 1731      | 2,53 %     | -          |
| Votos nulos                                     | 6899    | 3340      | 1,99 %     | -          |
| PP de Cantabria                                 | 152 423 | 12 951    | 44,9 %     | 478        |
| PSC-PSOE                                        | 70 882  | 21 451    | 20,88 %    | 196        |
| PRC                                             | 70 634  | 3023      | 20,81 %    | 319        |
| IU                                              | 10 890  | 5268      | 3,21 %     | 10         |

### Resultados en los principales municipios
En la siguiente tabla se muestran los resultados electorales en los diez municipios más poblados de Cantabria, que suman un total de 387 291 habitantes y que suponen un 65,39 % del conjunto de habitantes de Cantabria (592 250 hab.).
| Municipio   | Municipio                                                                      | Alcalde y gobierno municipal                                                                   | Partido         | Votos   | %       | Concejales | +/- |
| ----------- | ------------------------------------------------------------------------------ | ---------------------------------------------------------------------------------------------- | --------------- | ------- | ------- | ---------- | --- |
|             | Santander 27 concejales 181 589 hab. (2010)                                    | - Alcalde: Íñigo de la Serna (PP) - Gobierno municipal: PP de Cantabria                        | PP de Cantabria | 52 657  | 56,24 % | 18         | 3   |
| PSOE        | Santander 27 concejales 181 589 hab. (2010)                                    | - Alcalde: Íñigo de la Serna (PP) - Gobierno municipal: PP de Cantabria                        | 15 874          | 16,95 % | 5       | 2          |     |
| PRC         | Santander 27 concejales 181 589 hab. (2010)                                    | - Alcalde: Íñigo de la Serna (PP) - Gobierno municipal: PP de Cantabria                        | 13 703          | 14,64 % | 4       | 1          |     |
|             | Torrelavega 25 concejales 55 888 hab. (2010)                                   | - Alcalde: Lidia Ruiz Salmón (PSOE) - Gobierno municipal: PSOE y PRC                           | PP de Cantabria | 10 968  | 34,94 % | 10         | 3   |
| PSOE        | Torrelavega 25 concejales 55 888 hab. (2010)                                   | - Alcalde: Lidia Ruiz Salmón (PSOE) - Gobierno municipal: PSOE y PRC                           | 8683            | 27,66 % | 8       | 2          |     |
| PRC         | Torrelavega 25 concejales 55 888 hab. (2010)                                   | - Alcalde: Lidia Ruiz Salmón (PSOE) - Gobierno municipal: PSOE y PRC                           | 7203            | 22,95 % | 6       | 1          |     |
| ACPT        | Torrelavega 25 concejales 55 888 hab. (2010)                                   | - Alcalde: Lidia Ruiz Salmón (PSOE) - Gobierno municipal: PSOE y PRC                           | 2092            | 6,66 %  | 1       | =          |     |
|             | Castro Urdiales 21 concejales 32 258 hab. (2010)                               | - Alcalde: Iván González Barquín (PP) - Gobierno municipal: PP de Cantabria y PRC (en minoría) | PP de Cantabria | 3397    | 24,16 % | 7          | 2   |
| PSOE        | Castro Urdiales 21 concejales 32 258 hab. (2010)                               | - Alcalde: Iván González Barquín (PP) - Gobierno municipal: PP de Cantabria y PRC (en minoría) | 2897            | 20,1 %  | 5       | 2          |     |
| CastroVerde | Castro Urdiales 21 concejales 32 258 hab. (2010)                               | - Alcalde: Iván González Barquín (PP) - Gobierno municipal: PP de Cantabria y PRC (en minoría) | 2222            | 15,8 %  | 4       | 4          |     |
| PRC         | Castro Urdiales 21 concejales 32 258 hab. (2010)                               | - Alcalde: Iván González Barquín (PP) - Gobierno municipal: PP de Cantabria y PRC (en minoría) | 1547            | 11 %    | 3       | =          |     |
| AxC         | Castro Urdiales 21 concejales 32 258 hab. (2010)                               | - Alcalde: Iván González Barquín (PP) - Gobierno municipal: PP de Cantabria y PRC (en minoría) | 945             | 6,72 %  | 1       | 4          |     |
| AAV         | Castro Urdiales 21 concejales 32 258 hab. (2010)                               | - Alcalde: Iván González Barquín (PP) - Gobierno municipal: PP de Cantabria y PRC (en minoría) | 809             | 5,75 %  | 1       | 1          |     |
|             | Camargo 21 concejales 31 552 hab. (2010)                                       | - Alcalde: Diego Movellán (PP) - Gobierno municipal: PP de Cantabria                           | PP de Cantabria | 7708    | 45,3 %  | 11         | 4   |
| PSOE        | Camargo 21 concejales 31 552 hab. (2010)                                       | - Alcalde: Diego Movellán (PP) - Gobierno municipal: PP de Cantabria                           | 4938            | 29,02 % | 7       | 1          |     |
| PRC         | Camargo 21 concejales 31 552 hab. (2010)                                       | - Alcalde: Diego Movellán (PP) - Gobierno municipal: PP de Cantabria                           | 1816            | 10,67 % | 2       | 1          |     |
| IU          | Camargo 21 concejales 31 552 hab. (2010)                                       | - Alcalde: Diego Movellán (PP) - Gobierno municipal: PP de Cantabria                           | 887             | 5,21 %  | 1       | 1          |     |
|             | Piélagos 21 concejales(4 más que en las elecciones de 2007) 21 268 hab. (2010) | - Alcalde: Enrique Torre Bolado (PP) - Gobierno municipal: PP de Cantabria                     | PP de Cantabria | 6590    | 53,98 % | 13         | 4   |
| PSOE        | Piélagos 21 concejales(4 más que en las elecciones de 2007) 21 268 hab. (2010) | - Alcalde: Enrique Torre Bolado (PP) - Gobierno municipal: PP de Cantabria                     | 2097            | 17,18 % | 4       | =          |     |
| PRC         | Piélagos 21 concejales(4 más que en las elecciones de 2007) 21 268 hab. (2010) | - Alcalde: Enrique Torre Bolado (PP) - Gobierno municipal: PP de Cantabria                     | 1517            | 12,43 % | 3       | =          |     |
| UPyD        | Piélagos 21 concejales(4 más que en las elecciones de 2007) 21 268 hab. (2010) | - Alcalde: Enrique Torre Bolado (PP) - Gobierno municipal: PP de Cantabria                     | 673             | 5,51 %  | 1       | 1          |     |
|             | El Astillero 17 concejales 17 545 hab. (2010)                                  | - Alcalde: Carlos Cortina (PP) - Gobierno municipal: PP de Cantabria                           | PP de Cantabria | 5000    | 52,15 % | 10         | =   |
| PSOE        | El Astillero 17 concejales 17 545 hab. (2010)                                  | - Alcalde: Carlos Cortina (PP) - Gobierno municipal: PP de Cantabria                           | 2080            | 21,69 % | 4       | 1          |     |
| PRC         | El Astillero 17 concejales 17 545 hab. (2010)                                  | - Alcalde: Carlos Cortina (PP) - Gobierno municipal: PP de Cantabria                           | 1495            | 15,59 % | 2       | 1          |     |
| IU          | El Astillero 17 concejales 17 545 hab. (2010)                                  | - Alcalde: Carlos Cortina (PP) - Gobierno municipal: PP de Cantabria                           | 720             | 7,51 %  | 1       | =          |     |
|             | Laredo 17 concejales 12 378 hab. (2010)                                        | - Alcalde: Ángel Vega Madrazo (PP) - Gobierno municipal: PP de Cantabria y PRC                 | PP de Cantabria | 2368    | 31,65 % | 6          | 1   |
| PSOE        | Laredo 17 concejales 12 378 hab. (2010)                                        | - Alcalde: Ángel Vega Madrazo (PP) - Gobierno municipal: PP de Cantabria y PRC                 | 1801            | 24,07 % | 5       | 2          |     |
| PRC         | Laredo 17 concejales 12 378 hab. (2010)                                        | - Alcalde: Ángel Vega Madrazo (PP) - Gobierno municipal: PP de Cantabria y PRC                 | 1063            | 14,21 % | 3       | 2          |     |
| IPdL        | Laredo 17 concejales 12 378 hab. (2010)                                        | - Alcalde: Ángel Vega Madrazo (PP) - Gobierno municipal: PP de Cantabria y PRC                 | 717             | 9,58 %  | 2       | 1          |     |
| IU          | Laredo 17 concejales 12 378 hab. (2010)                                        | - Alcalde: Ángel Vega Madrazo (PP) - Gobierno municipal: PP de Cantabria y PRC                 | 478             | 6,39 %  | 1       | =          |     |
|             | Los Corrales de Buelna 17 concejales 11 622 hab. (2010)                        | - Alcalde: María Mercedes Toribio (PP) - Gobierno municipal: PP de Cantabria (en minoría)      | PP de Cantabria | 3138    | 46,51 % | 8          | =   |
| PSOE        | Los Corrales de Buelna 17 concejales 11 622 hab. (2010)                        | - Alcalde: María Mercedes Toribio (PP) - Gobierno municipal: PP de Cantabria (en minoría)      | 1600            | 23,71 % | 4       | 1          |     |
| PRC         | Los Corrales de Buelna 17 concejales 11 622 hab. (2010)                        | - Alcalde: María Mercedes Toribio (PP) - Gobierno municipal: PP de Cantabria (en minoría)      | 1497            | 22,19 % | 4       | 1          |     |
| IU          | Los Corrales de Buelna 17 concejales 11 622 hab. (2010)                        | - Alcalde: María Mercedes Toribio (PP) - Gobierno municipal: PP de Cantabria (en minoría)      | 369             | 5,47 %  | 1       | 1          |     |
|             | Santa Cruz de Bezana 17 concejales 11 607 hab. (2010)                          | - Alcalde: Juan Carlos García (PP) - Gobierno municipal: PP de Cantabria                       | PP de Cantabria | 2977    | 47,65 % | 9          | 1   |
| PSOE        | Santa Cruz de Bezana 17 concejales 11 607 hab. (2010)                          | - Alcalde: Juan Carlos García (PP) - Gobierno municipal: PP de Cantabria                       | 1201            | 19,22 % | 4       | 2          |     |
| ADVI        | Santa Cruz de Bezana 17 concejales 11 607 hab. (2010)                          | - Alcalde: Juan Carlos García (PP) - Gobierno municipal: PP de Cantabria                       | 819             | 13,11 % | 2       | 1          |     |
| PRC         | Santa Cruz de Bezana 17 concejales 11 607 hab. (2010)                          | - Alcalde: Juan Carlos García (PP) - Gobierno municipal: PP de Cantabria                       | 694             | 11,11 % | 2       | =          |     |
|             | Santoña 17 concejales 11 584 hab. (2010)                                       | - Alcalde: Milagros Rozadilla (PP) - Gobierno municipal: PP de Cantabria, PRC Y MFE            | PP de Cantabria | 2605    | 38,68 % | 7          | 1   |
| PSOE        | Santoña 17 concejales 11 584 hab. (2010)                                       | - Alcalde: Milagros Rozadilla (PP) - Gobierno municipal: PP de Cantabria, PRC Y MFE            | 2314            | 34,36 % | 6       | 3          |     |
| UPyD        | Santoña 17 concejales 11 584 hab. (2010)                                       | - Alcalde: Milagros Rozadilla (PP) - Gobierno municipal: PP de Cantabria, PRC Y MFE            | 819             | 12,16 % | 2       | 2          |     |
| PRC         | Santoña 17 concejales 11 584 hab. (2010)                                       | - Alcalde: Milagros Rozadilla (PP) - Gobierno municipal: PP de Cantabria, PRC Y MFE            | 485             | 7,2 %   | 1       | =          |     |
| MFE         | Santoña 17 concejales 11 584 hab. (2010)                                       | - Alcalde: Milagros Rozadilla (PP) - Gobierno municipal: PP de Cantabria, PRC Y MFE            | 402             | 5,97 %  | 1       | =          |     |